# マグロ (鉄道事故)
マグロとは、鉄道職員の間で、触車事故による轢死体を指す俗語（業界用語、隠語）。
語源は、轢死体が頭や尾を切られて魚市場の床に転がるマグロを連想させる、もしくは轢死体の切断面がマグロの身を連想させるということからであるが、五体が付いていても鉄道による人身事故の遺体は「マグロ」といわれる。
他に、水揚げされたマグロが血を吐く様子が瀕死の被害者を連想させる、あるいは瀕死の状態で痙攣する被害者の様子が水揚げされて痙攣するマグロに似ているため、という説もある。
また、原形をとどめないまでにバラバラの状態となった轢死体を「タタキ」あるいは「ミンチ」と呼ぶこともある。
いずれも部内での業界用語、隠語であるとされる。死者に対する礼を失することから、どの鉄道会社においてもこの用語の使用を公には認めていない。